# Michele Franzé
Michele Franzé (Napoli, 12 gennaio 1947) è un generale italiano, ex vice comandante generale dell'Arma dei Carabinieri, già Vice Direttore dell'Agenzia Informazioni e Sicurezza Esterna (AISE) e Vice Direttore del Dipartimento delle informazioni per la sicurezza (DIS).

## Biografia
Ex-allievo della Scuola Militare Nunziatella di Napoli, ha frequentato l'Accademia di Modena e la Scuola Ufficiali Carabinieri di Roma. Dopo aver seguito l'iter formativo di base , è stato assegnato nel 1971 al 1º Reggimento carabinieri paracadutisti "Tuscania" di Livorno con il grado di tenente. Nel 1976 ha ricevuto ordine di trasferimento a Milano, dove è rimasto fino al 1981 svolgendo il ruolo di comandante di compagnia. Successivamente è stato dislocato a Sassari, dove è rimasto fino al 1984, e quindi a Torino fino al 1987, ricoprendo in entrambi i casi il ruolo di comandante provinciale.
Al termine del periodo operativo, è stato trasferito presso il Comando Generale dell'Arma dei Carabinieri di Roma, dove nei successivi sei anni ha ricoperto gli incarichi di capo-sezione e capo-ufficio personale ufficiali. In questo periodo ha arricchito la propria formazione, che lo vedeva già detentore delle lauree in scienze politiche, giurisprudenza e scienze della sicurezza, frequentando con successo il corso di Stato Maggiore ed il corso Superiore di Stato Maggiore presso la Scuola di Guerra; e conseguendo successivamente un master presso l'Università di Torino.
Dal 1997 al 1999 è passato al comando del 1⁰ Reggimento Carabinieri Paracadutisti Tuscania ed ha successivamente assunto prima il comando della Regione Carabinieri “Puglia” per quasi cinque anni, e quindi quello della Divisione Unità Mobili di Treviso per altri due anni. In questo periodo ha ottenuto numerosi avanzamenti di grado, diventando generale di brigata nel gennaio del 2000, di divisione nel 2003 e di corpo d’armata nel 2006.
Nel 2006 ha assunto la guida del Comando Unità Mobili e Specializzate Carabinieri Palidoro in Roma. Il 14 gennaio 2009 è stato nominato dal Consiglio dei Ministri Vice Direttore dell'AISE (Agenzia informazioni e sicurezza esterna) già SISMI e successivamente è stato nominato vicecapo del DIS, organismo di coordinamento dei servizi segreti militari e civili. Dal 14 giugno 2011 al 12 gennaio 2012 ha ricoperto l'incarico di vice comandante generale dell'Arma dei Carabinieri. Dal 2014 è presidente di Axerta: Investigazioni aziendali, alla testa della quale ha tra l'altro collaborato con Terre des hommes per il contrasto della pedofilia online a livello internazionale.